# I Höthek
I Höthek (hangul: 이회택, handzsa: 李會澤, RR: Lee Hoe-taik; 1946. október 11. –) dél-koreai válogatott labdarúgó, hátvéd és edző.

## Pályafutása

### Klubcsapatban
1966-ban a Korea Coal Corporation csapatában kezdte a pályafutását. 1967 és 1969 között a Jangzee játékosa volt. 1973-tól 1977-ig a POSCO Atoms csapatát erősítette. 1977-ben a hongkongi Sea Bee együttesénél szerepelt. 1977 és 1978 között ismét a POSCO Atoms játékosa volt.

### A válogatottban
1966 és 1977 között 82 alkalommal játszott a dél-koreai válogatottban és 21 gólt szerzett. Részt vett az 1972-es Ázsia-kupán, ahol ezüstérmet szerzett.  

### Edzőként
1983 és 1985 között a Hanjang Egyetem csapatát edzette. 1987-től 1992-ig a POSCO Atoms szakmai munkájáért felelt és irányításával két bajnoki címet szereztek. 1988-ban kinevezték a dél-koreai válogatott szövetségi kapitányának. Az 1988-as Ázsia-kupán ezüstérmet nyert a és kijuttatta a válogatottat az 1990-es világbajnokságra.

## Sikerei, díjai

### Játékosként
Jangzee
- Dél-Koreai bajnok (1): 1968
- Koreai Elnöki Kupa (1): 1968
- Ázsiai bajnokok tornája döntős (1): 1969

POSCO
- Koreai Elnöki Kupa (1): 1974

Dél-Korea
- Ázsia-játékok bronzérmes (1): 1970
- Ázsia-kupa döntős (1): 1972

### Edzőként
Hanjang Egyetem
- Dél-Koreai bajnok (1): 1983

POSCO Atoms
- Dél-koreai bajnok (2): 1988, 1992

Dél-Korea
- Ázsia-kupa döntős (1): 1988